# 813 (Arsène Lupin)

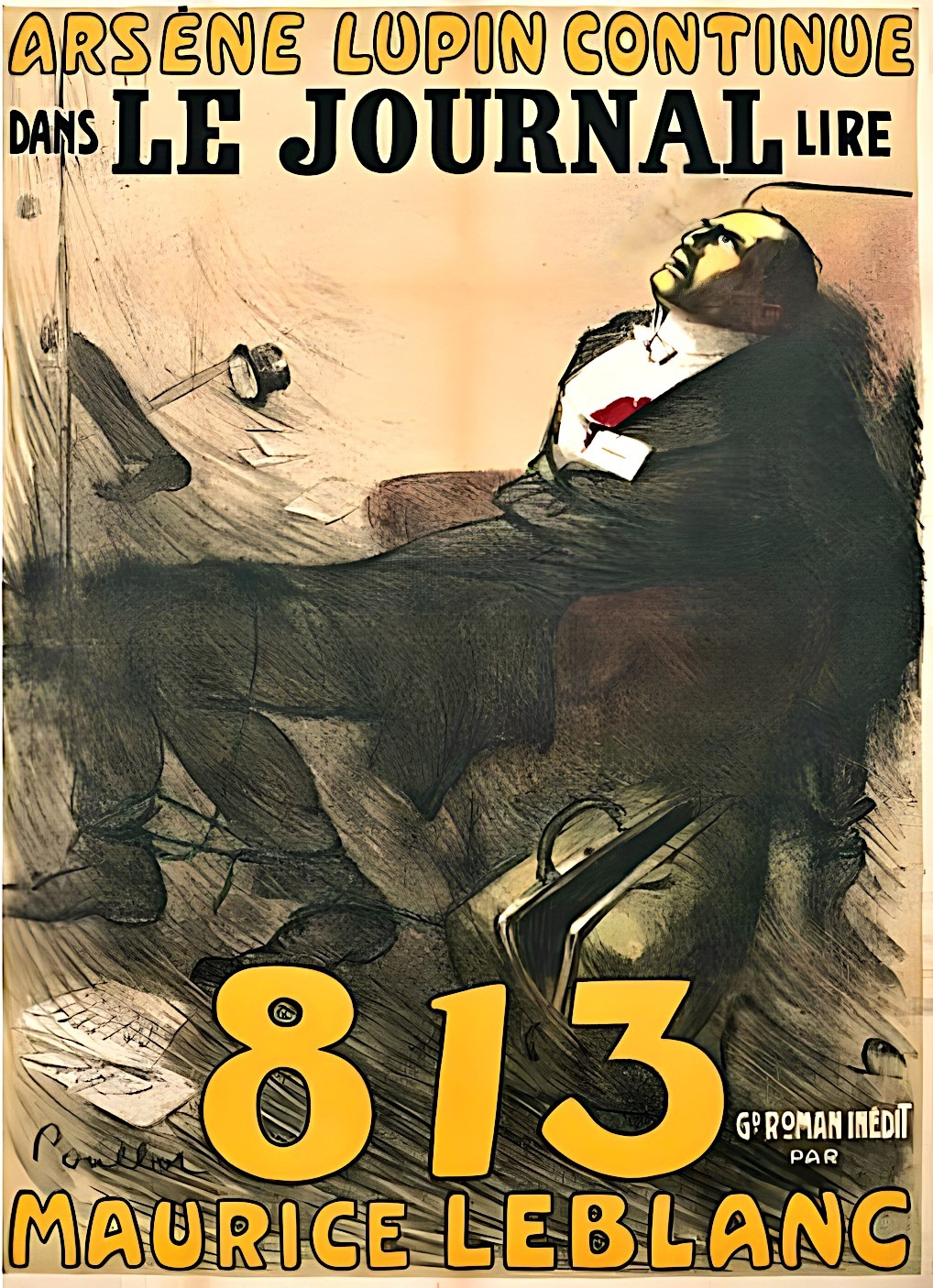
Arsène Lupin - 813 - Cartaz de Poulbot

813 é um romance de Maurice Leblanc da série de aventuras de Arsène Lupin, o ladrão de casaca.

## Histórico
Contrariamente aos volumes precedentes das histórias de Arsène Lupin publicadas em folhetim em Je sais tout, foi publicado no jornal Le Journal, um dos mais importantes da época, de março a maio de 1910.
O volume foi lançado no mês de junho de 1910 pela editora Lafitte. Um volume grosso de 500 páginas. Foi reeditado em 1917 em dois volumes intitulados 813 e Les Trois Crimes d'Arsène Lupin. O texto foi modificado para acentuar o aspecto antigermânico, devido à Primeira Guerra Mundial então travada. No Brasil foi editado pela Vecchi nos anos 50 em dois volumes, 813 e Os Três Crimes de Arsène Lupin e reeditado em 1976 pela Nova Fronteira como 813.

## Particularidade do romance
O tom deste romance é bem diferente das três primeiras obras: temos aqui um Arsène Lupin complexo, inquietante, cujo objetivo é nada mais, nada menos que dominar a Europa. 813 contém também um grande número de mortes violentas, e um inimigo terrível, invisível e particularmente inquietante, L.M.
Uma das histórias mais dramáticas de Arsène Lupin, cheia de reviravoltas e revelações (uma delas envolvendo a infiltração de Lupin nas forças policiais), com um assassino cruel à solta, cuja identidade, como numa história de Agatha Christie, é imprevisível. Vítima de terríveis golpes do destino, o normalmente afável e charmoso Lupin se vê culpado por três mortes. A história gira em torno de um antigo grão-ducado cuja restauração desperta a ambição de Lupin (levando-o a negociações com o Kaiser alemão em troca de documentos secretos) tanto quanto a de seu inimigo misterioso e sanguinário. Ao final Lupin, movido pelo sentimento de culpa, simula sua morte e vai parar na Legião Estrangeira, no Marrocos.

## Resumo
O multimilionário Rudolf Kesselbach é assassinado em Paris. O adversário de Arsène Lupin durante todo esse caso é o misterioso "L.M.", um assassino, que força o ladrão de casaca a abandonar sua identidade de Monsieur Lenormand. Lupin tenta se esconder da polícia, mas acaba se deixando prender.
Sabendo que o imperador alemão recorreu a Herlock Sholmès para resolver o mistério de "813", sem sucesso, Lupin "convoca" o Kaiser na prisão. Este faz com que libertem Lupin, que pode assim se dedicar a resolver o enigma. Mas mesmo com a prisão do bando, a ameaça de "L.M." persiste.
De volta à França, Lupin espera casar sua filha, Geneviève, com o herdeiro do ducado Deux-Ponts-Veldenz (na realidade Gérard Baupré que ele preparou para este papel). Entretanto, este se apaixona por Dolorès Kesselbach, por quem Lupin já se interessara. As tragédias se precipitam, levando à morte de Dolorès e de Baupré. Rechaçado por Victoire, derrotado, Arsène simula sua morte e desaparece. "Triunfei de todo: e fui vencido. Chego ao fim que persigo e caio. O destino é mais forte do que eu... E aquela que eu amava não existe mais. Morro também."
Após haver reencontrado o imperador alemão na Itália, Lupin, deprimido, tenta se matar se lançando do alto de um penhasco. Ele sobrevive à queda no Mediterrâneo e se engaja na Legião Estrangeira sob a identidade de don Luis Perenna.